# BET Awards 2005
Die BET Awards 2005 waren die fünften von Black Entertainment Television (BET) vergebenen BET Awards, die an  Künstler in den Bereichen Musik, Schauspiel, Film und anderen Unterhaltungsgebieten vergeben wurden.
Die Verleihung fand am 28. Juni 2005 im Kodak Theatre, Los Angeles, Kalifornien statt. Die Moderation übernahmen Will Smith und seine Frau Jada Pinkett Smith.
Den Preis für das Lebenswerk erhielt Gladys Knight, den Humanitarian Award erhielten Denzel Washington und seine Frau Pauletta.

## Hintergrund
Eine Sensation war der Überraschungsauftritt der Fugees, die drei Songs performten. Es war der erste Auftritt seit der Trennung 1996, als die Gruppe aus unbekannten Gründen in Streit geriet und ihre Zusammenarbeit beendete.
Der Auftritt von Destiny’s Child wurde 2016 vom Hip-Hop-Magazin The Source als sexiester Moment der BET-Awards benannt.

## Liveauftritte
- The Fugees –  Ready or Not/Fu-Gee-La/Killing Me Softly
- Ciara & Ludacris – Oh[3]
- Destiny’s Child –  Cater 2 U
- Mariah Carey – We Belong Together
- The Game feat. Mary J. Blige – Hate It or Love It
- New Edition – Crucial/If It Isn't Love/Can You Stand the Rain/Candy Girl/Cool It Now/Mr. Telephone Man/My Prerogative/Give It to Me Baby

## Gewinner und Nominierte
Die Gewinner sind fett markiert und vorangestellt.
| Video of the Year | Viewers’ Choice |
| --- | --- |
| - Kanye West – Jesus Walks - Amerie – 1 Thing - Jay Z – 99 Problems - John Legend – Ordinary People - Snoop Dogg featuring Pharrell Williams – Drop It Like It’s Hot | - Omarion – O - Destiny’s Child featuring Lil Wayne and T.I. – Soldier - Ciara featuring Missy Elliott – 1, 2 Step - Mario – Let Me Love You - Terror Squad featuring Fat Joe and Remy Ma – Lean Back - T.I. – U Don't Know Me                                                                             |
| Best Female Hip Hop Artist | Best Male Hip Hop Artist |
| - Remy Ma - Jacki-O - Miri Ben-Ari - Shawnna | - Kanye West - 50 Cent - Jay-Z - Ludacris - Snoop Dogg - T.I. |
| Best Female R&B Artist | Best Male R&B Artist |
| - Alicia Keys - Jill Scott - Amerie - Mariah Carey - Ciara - Fantasia                                                                                                | - Usher - Anthony Hamilton - John Legend - Mario - Prince |
| Best Group | Best New Artist |
| - Destiny’s Child - 112 - Terror Squad - Lil Jon & The East Side Boyz - The Roots                                                                                    | - John Legend - Fantasia - The Game - Ciara - Omarion |
| Best Gospel Artist | Best Collaboration |
| - Donnie McClurkin - Ruben Studdard - Fred Hammond - CeCe Winans - Kanye West                                                                                        | - Ciara featuring Missy Elliott – 1, 2 Step - Usher featuring Alicia Keys – My Boo - Snoop Dogg featuring Pharrell Williams – Drop It Like It’s Hot - Jadakiss featuring Anthony Hamilton – Why - The Game featuring 50 Cent – Hate It or Love It - Destiny’s Child featuring Lil Wayne and T.I. – Soldier |
| Best Actress | Best Actor |
| - Regina King - Queen Latifah - Kimberly Elise - Gabrielle Union - Halle Berry                                                                                       | - Jamie Foxx - Morgan Freeman - Mos Def - Will Smith - Don Cheadle |
| Best Female Athlete of the Year | Best Male Athlete of the Year |
| - Serena Williams - Gail Devers - Lisa Leslie - Laila Ali - Venus Williams                                                                                           | - Shaquille O’Neal - Tiger Woods - LeBron James - Donovan McNabb - Allen Iverson |
| Lifetime Achievement Award | Humanitarian Award |
| - Gladys Knight | - Denzel Washington und Pauletta Washington |